# Sankt Laurentiuskyrkan
Ej att förväxla med nutida Sankt Laurentii kyrka, Lund
Sankt Laurentiuskyrkan är en nutida benämning på en medeltida stavkyrka i Lund, som uppfördes 975 och var den näst äldsta kyrkan i staden. Den uppfördes enligt en hypotes av en Toke Gormsen, som skulle varit regent i Skåne under Harald Blåtands tid. Existensen av en skånsk kung Toke ifrågasätts dock.
Kyrkan uppfördes i ett område norr om det norra tvärskeppet i nuvarande Lunds domkyrka. Det har vid utgrävningar 1908 och 1941–1942 hittats ett antal kistor där, men själva kyrkan har inte hittats. De äldsta kistorna har med dendrokronologisk analys daterats till Harald Blåtands regeringstid, omkring 979–980. 
Kyrkan har troligen varit helgad åt Sankt Laurentius, liksom den senare på samma plats uppförda domkyrkan.
Kyrkogården runt kyrkan användes fram till omkring 1010 och det beräknas ha funnits mellan 30 och 50 gravar där.